# Biennale d’art contemporain de Lyon
Die Biennale d’art contemporain de Lyon ist eine seit 1991 in Lyon zweijährlich stattfindende Kunstausstellung. 
Les Festivals internationaux de Lyon et de Rhône-Alpes war der Name einer Veranstaltung, die 1985 aus der Fusion zweier gemeinnütziger Einrichtungen entstand: des 1979 gegründete Hector-Berlioz-Festivals und der 1984 gegründeten Biennale de la danse de Lyon, einem neuen Festival, das von Guy Darmet konzipiert wurde. Die Biennale d’art contemporain de Lyon ist eine seit 1991 in Lyon stattfindende Kunstausstellung. Sie wurde von Thierry Raspail und Thierry Prat initiiert und findet zweijährlich im Wechsel zur Tanzbiennale statt. Es werden Werke zeitgenössischer Kunstschaffender gezeigt, die wechselnden Kuratoren zusammengestellt werden, unter anderem von Harald Szeemann (1997) und Hans-Ulrich Obrist (2007). 
Die erste Ausgabe 1991 trug den Titel Die Liebe zur Kunst. Neunundsechzig Künstlern wurden durch Türen abgeschlossene Räume von jeweils 120 Quadratmetern zur Verfügung gestellt, in denen sie 69 originale Werke schaffen konnten. Zu den Künstlern gehörten Arman, Cesar, Robert Filliou, Pierre Soulages, Dominique Gonzalez-Foerster und Philippe Parreno. Diese erste Ausgabe zog innerhalb von vier Wochen 73.000 Besucher an.
Die langjährige, seit 1999 amtierende, Leiterin Sylvie Burgat zog sich am 31. Dezember 2019 zurück. Ab 1. Januar 2020 bekam die Biennale in neues Organisationsteam unter dem Vorsitz von François Bordry. Isabelle Bertolotti und Dominique Hervieu sind gemeinsame künstlerische Leiter, Yves Robert wurde zum „Executive Director“ ernannt.